# فرنچتاون (پنسیلوانیا)
فرنچتاون (به انگلیسی: Frenchtown) یک منطقهٔ مسکونی در ایالات متحده آمریکا است که در شهرستان کرافورد، پنسیلوانیا واقع شده‌است. فرنچتاون ۴۳۰٫۰۸ متر بالاتر از سطح دریا واقع شده‌است.